# La Légende du dragon d'or
Pour plus de détails, voir Fiche technique et Distribution.
La Légende du dragon d’or (Joy and the Dragon) est un film muet réalisé par Henry King, sorti en 1916.

## Synopsis
Recueillie par des pêcheurs après un naufrage où sont morts ses parents, Joy est placée dans un orphelinat où sa seule consolation est sa poupée. Mais celle-ci a été confisquée par la directrice de cet établissement qui est en fait une façade pour des escrocs. En effet Joy sait où sont cachés les bijoux de sa mère, le dragon d’or qui orne le coffre où se trouve la poupée en étant la clé. Mais un jour, Joy s'évade, et elle sera plus tard recueillie par Hal Lewis qui la prend sous son aile. Plus tard, celui-ci arrive à se débarrasser du gang de l'orphelinat et à retrouver les bijoux.

## Fiche technique
- Titre original : Joy and the Dragon
- Titre français : La Légende du dragon d’or
- Réalisation : Henry King
- Scénario : Will M. Ritchey
- Photographie : William Beckway
- Production : E.D. Horkheimer, H.M. Horkheimer
- Société de production : Balboa Amusement Company
- Société de distribution : Pathé Exchange
- Pays d’origine :  États-Unis
- Langue : anglais
- Format : Noir et blanc - 35 mm - 1,37:1 - Muet
- Genre : drame
- Durée : 50 minutes (5 bobines)
- Dates de sortie :
  - États-Unis : 31 décembre 1916
  - France : 15 mars 1918

## Distribution
- Baby Marie Osborne : Joy
- Henry King : Hal Lewis
- Mollie McConnell : la matrone
- Cullen Landis : Slinky Joe